# Scarborough (Tobago)
Scarborough és la vila més gran de l'illa de Tobago, a la República de Trinitat i Tobago.

## Dades principals
La població de la vila estricta no arriba als 5.000 habitants però, en sentit més àmpli, abasta pràcticament tota la parròquia de Sant Andreu de la que forma part i, per tant, supera els 16.000, que suposen gairebé un terç de tota l'illa. La ciutat està situada a la costa sud-oest i, des de 1991, disposa de port, que permet l'arribada d'embarcacions turístiques i l'enllaç per ferry amb Port-of-Spain, la capital del país.
Scarborough és la capital de Tobago des de 1769 i allà hi ha la seu de l'Assemblea de Tobago que es fa càrrec del govern autònom de l'illa.

## Història
La seva fundació es deu als holandesos el 1654, que la van batejar Lampsinburg. Va anar canviant de mans entre aquests, els francesos i els anglesos. Durant l'ocupació francesa va rebre el nom de Port Louis i els anglesos, quan hi van establir la capital de la colònia, li van canviar el nom a l'actual, que fa referència a la localitat de Scarborough a la costa del Mar del Nord a Yorkshire, Anglaterra. En aquell moment també hi van construir el Fort King George, que domina la ciutat des del seu punt més alt.